# Cap d'Arle
El Cap d'Arle (abans Cap de Lívia o Cap amb el nas trencat) és un fragment d'una estàtua romana de marbre feta en dues parts, de la qual només resta el bust, segurament de Venus (Afrodita), descobert en les ruïnes del Teatre romà d'Arle el 1823 durant la seua obertura. Sembla ser una còpia romana d'un original grec del segle IV abans de la nostra era.
El Cap d'Arle representa un tipus iconogràfic més complet anomenat Aspremont-Lynden/Arle. Forma part de l'exposició permanent del Museu Departamental d'Antiguitats d'Arle.

## Fragment d'un ornament teatral homogeni
L'escultura originària estava dividida en dues parts, esbiaixades al pit, la part superior inserida a la part inferior. El bust que ens ha arribat, de 58 cm d'alçada, devia estar embolicat en un cos completament tapat, la lleugera actitud oscil·lant del qual permetia que el quitó lliscàs de l'espatla esquerra. Com era costum, l'estàtua devia estar pintada i els cabells en particular devien ser coberts d'or.
El bust es va descobrir el 1823, juntament amb un baix relleu que representa Apol·lo i Màrsies, en una senzilla rasa excavada en un carrer estret al lloc de l'antic Teatre d'Arle. Tenint en compte el lloc del descobriment, l'estàtua devia formar part de la decoració del postscaenium que adornava l'escenari del teatre antic, segurament en un dels nínxols situats a banda i banda de la porta reial (valva regia), a l'esquerra, simètricament a la Venus d'Arle també trobada a prop d'aquest indret, quasi dos segles abans, com l'estàtua monumental d'August com a Apol·lo a qui estava dedicat el teatre, que les dues Venus devien emmarcar. Com la Venus d'Arle, el Cap d'Arle també té una perforació a la part frontal del crani, segurament per a afegir-hi una peça metàl·lica, una estrela o una diadema, una singularitat que, en suport de la respectiva identificació, confirmaria que totes dues estàtues es van concebre des del principi com a consorts.

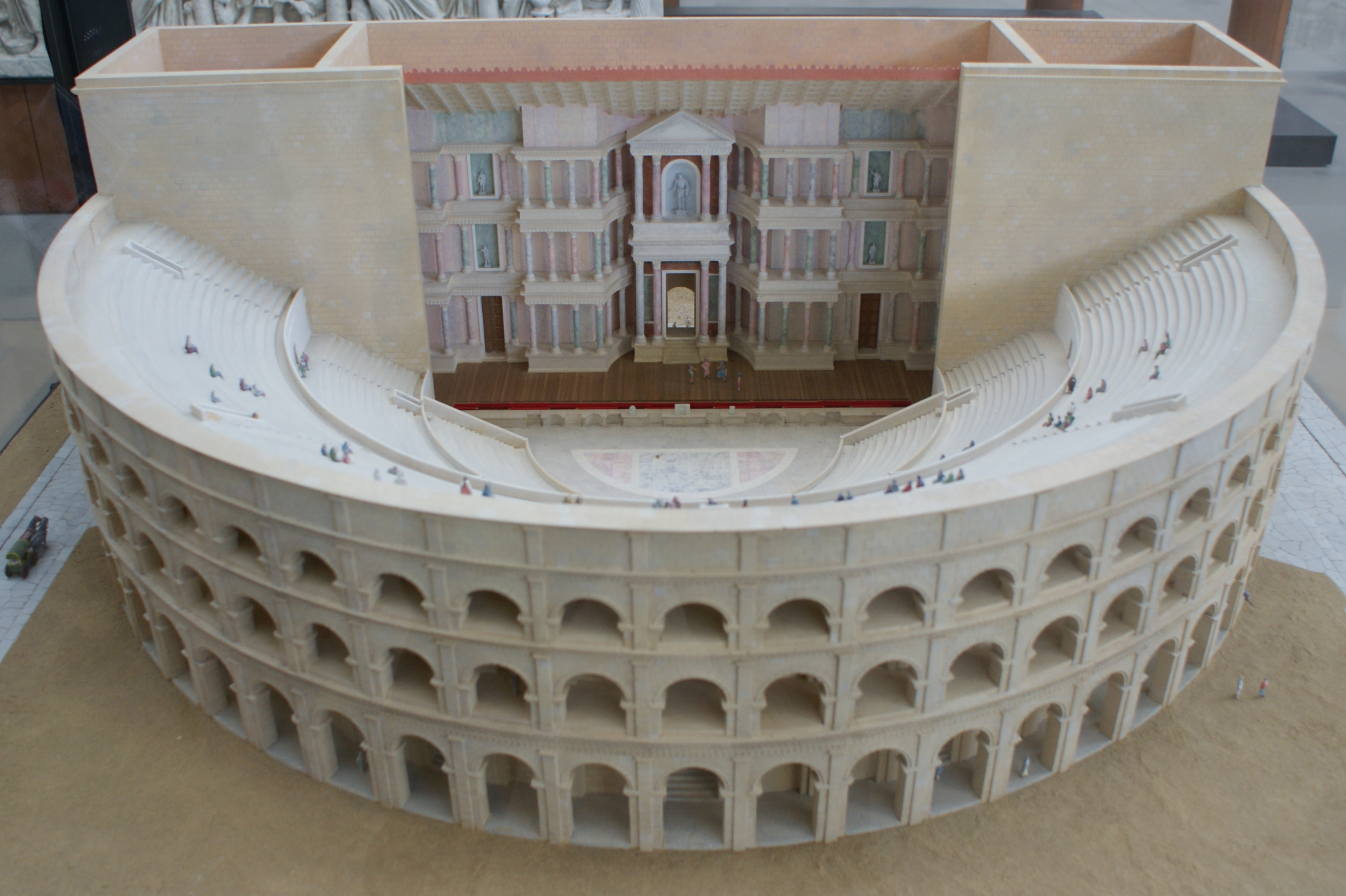
Maqueta del teatre antic d'Arle que dona una idea del postscaenium, un dels nínxols del qual devia ocupar l'estàtua que sostenia el Cap d'Arle (Museu de l'Arle Antiga)

Les dues estàtues, així com la d'August, formen part de les col·leccions permanents del Museu de l'Arle Antiga des que es va crear al 1995. Abans, s'havien exposat al Museu Lapidari d'Arle. El Cap d'Arle, aleshores conegut com el Cap sense nas, es va presentar a l'exposició de Belles Arts de Marsella el 1861.

## Datació i classificació
A banda de la qualitat plàstica "excepcional" que es pot reconéixer en aquest bust, l'estudi del cap, marcat per un pentinat de trenes en bandes recollides en un monyo baix, trets particularment estrictes i regulars, una part inferior de la cara pesada i una part orbital molt ombrejada, revela semblances amb les estàtues gregues de finals del segle V o començament del IV ae, probablement prepraxitelià, segons Cécile Carrier, tot unint-se a Salomon Reinach, tot i que certs autors com Antonio Corso associen aquest bust a la Frine de la tríada de Tèspies esculpida per Praxíteles.

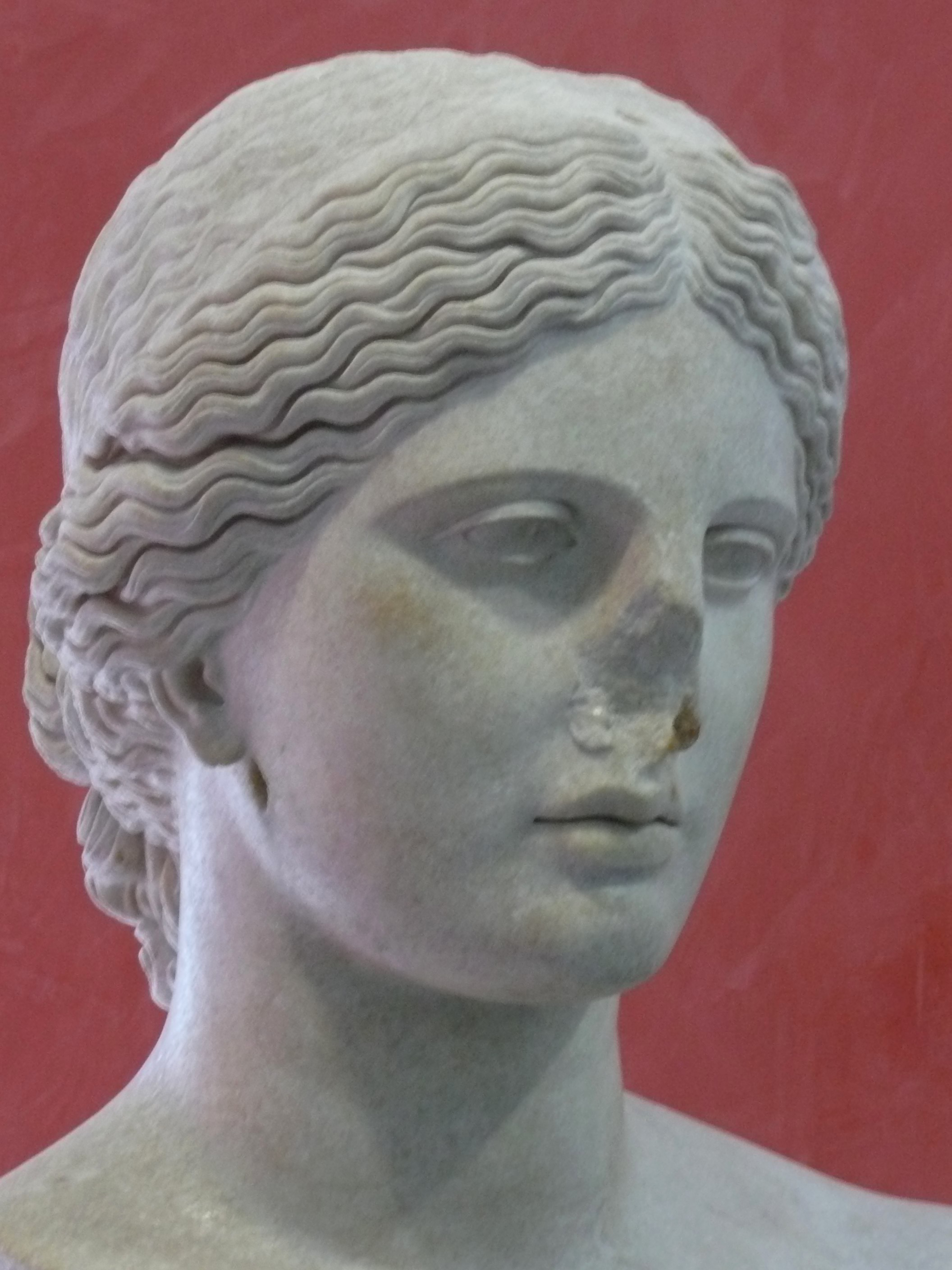
Perfil dret del Cap d'Arle

A més a més, els historiadors també es mantenen dividits sobre la datació exacta d'aquesta interpretació romana: si és del període antoní o més aviat del període august I (segle I ae) tal com suggeria Cécile Carrier.
El Cap d'Arle, abans identificat com la representació de l'emperadriu Lívia Drusil·la, l'esposa d'August més tard deïficada (anomenat Cap de Lívia en aquell moment tot i que va rebre altres noms), encarna un tipus iconogràfic que, segons Cécile Carrier, estaria més relacionat amb una Venus Genitrix (mare), la dea victoriosa invocada per Cèsar.
L'ús del tipus Venus Genitrix, creat per Arkesilaos per al temple del fòrum de Cèsar a Roma, es podria interpretar com un gest de pietat filial d'August envers Juli Cèsar, el seu pare adoptiu, però també tindria un simbolisme més local, en homenatge a la fundació de la colònia d'Arle per Cèsar, subratllat per August quan la rebatejà com a Colonia Julia Paterna. Com les altres dues estàtues que decoraven el postcaenium del teatre antic, la d'August deïficat com a Apol·lo i la Venus d'Arle que podria representar la <i>Venus Victrix</i>, el Cap d'Arle-Venus Genitrix seguiria així els tipus estatuaris establerts des de la fi de la República Romana, estesos a l'època augustal, d'acord amb la iconografia oficial.
Amb el Cap d'Arle com a millor il·lustració, el tipus Aspremont-Lynden/Arle inclou un grup de rèpliques estatuàries de les quals sols es conserven els caps a Viena (Cap d'Aspremont-Lynden), Atenes (Cap de la Torre dels Vents), Boston (Cap de Quios)  i Civitavecchia (Cap de dona). En són possibles altres similituds.